# Pylaemenes guangxiensis
Pylaemenes guangxiensis is een insect uit de orde Phasmatodea en de familie Heteropterygidae. De wetenschappelijke naam van deze soort is voor het eerst geldig gepubliceerd in 1994 door Bi & Li.